# Vestfossen Station
Vestfossen Station (Vestfossen stasjon) er en jernbanestation på Sørlandsbanen, der ligger i byområdet Vestfossen i Øvre Eiker kommune i Norge. Stationen består af to spor med hver sin sideliggende perron, stationsbygning med ventesal, en parkeringsplads og busstoppested.
Stationen åbnede 9. november 1871 som en del af banen mellem Hokksund og Kongsberg. Deb oprindelige stationsbygning blev opført efter tegninger af Georg Andreas Bull. Den nuværende stationsbygning blev opført i 1910 efter tegninger af Harald Kaas. I 2010 blev stationen moderniseret med nye perroner og læskure.